# Плавання на літніх Олімпійських іграх 2024 — естафета 4x100 метрів вільним стилем (жінки)
Змагання з плавання в естафеті 4x100 метрів вільним стилем серед жінок на літніх Олімпійських іграх 2024 відбудуться 27 липня на Арені Дефанс. Це була двадцять шоста поява цієї дисципліни на Олімпійських іграх. Її проводять на кожній Олімпіаді, починаючи з 1912 року.

## Формат змагань
Змагання складаються з двох раундів: попередні запливи та фінал. Збірні, що показали 8 найкращих результатів у попередніх запливах, виходять до фіналу. У тому разі, коли на останнє місце потрапляння до фіналу претендують дві чи більше збірні з однаковим часом, передбачено перепливання.

## Розклад
Вказано центральноєвропейський час (UTC+1)
| Дата          | Час   | Раунд             |
| ------------- | ----- | ----------------- |
| 27 липня 2024 | 10:00 | Попередні запливи |
| 27 липня 2024 | 20:30 | Фінал             |

## Результати

### Попередні запливи
| Місце | Заплив | Доріжка | Команда               | Склад | Час     | Нотатки |
| ----- | ------ | ------- | --------------------- | --- | ------- | ------- |
| 1     | 2      | 4       | Австралія (AUS)       | Olivia Wunsch (53.94) Бронте Кемпбелл (53.46) Меґ Гарріс (52.23) Емма Маккеон (51.94)                    | 3:31.57 | Q       |
| 2     | 1      | 4       | США (USA)             | Еббі Вейтцейл (53.60) Сімоне Мануель (53.23) Еріка Браун (плавчиня) (53.83) Кейт Дуглас (52.63)          | 3:33.29 | Q       |
| 3     | 2      | 5       | Китай (CHN)           | Чен Юйцзє (53.95) У Цінфен (53.84) Юй Їтін (54.05) Ян Цзюньсюань (52.47)                                 | 3:34.31 | Q       |
| 4     | 2      | 3       | Швеція (SWE)          | Мішель Колеман (53.92) Сара Шестрем (51.99) Сара Юневік (54.09) Sofia Åstedt (54.35)                     | 3:34.35 | Q       |
| 5     | 2      | 2       | Франція (FRA)         | Беріль Гастальделло (53.54) Марі-Амбр Молу (53.49) Lison Nowaczyk (54.67) Шарлотт Бонне (53.55)          | 3:35.25 | Q       |
| 6     | 2      | 6       | Канада (CAN)          | Пенні Олексяк (53.78) Мері-Софі Гарві (54.15) Brooklyn Douthwright (53.81) Тейлор Рак (53.55)            | 3:35.29 | Q       |
| 7     | 1      | 5       | Велика Британія (GBR) | Анна Гопкін (54.08) Eva Okaro (53.84) Люсі Гоуп (54.74) Фрея Андерсон (53.47)                            | 3:36.13 | Q       |
| 8     | 1      | 6       | Італія (ITA)          | Sofia Morini (53.92) Chiara Tarantino (54.14) Sara Curtis (53.93) Emma Virginia Menicucci (54.29)        | 3:36.28 | Q       |
| 9     | 1      | 3       | Нідерланди (NED)      | Тесса Ґіеле (55.24) Кім Буш (54.86) Sam van Nunen (54.26) Марріт Стінберген (52.42)                      | 3:36.78 |         |
| 10    | 2      | 1       | Угорщина (HUN)        | Петра Шенанскі (54.91) Lilla Minna Ábrahám (54.36) Panna Ugrai (54.25) Ніколетт Падар (53.81)            | 3:37.33 |         |
| 11    | 1      | 1       | Данія (DEN)           | Сігне Бро (55.45) Юліє Кепп Єнсен (54.52) Elisabeth Sabroe Ebbesen (55.10) Martine Damborg (54.45)       | 3:39.52 |         |
| 12    | 2      | 7       | Бразилія (BRA)        | Ana Carolina Vieira (54.81) Стефані Балдуччіні (53.83) Giovana Reis (55.73) Марія Паула Гайтманн (56.23) | 3:40.60 |         |
| 13    | 1      | 2       | Польща (POL)          | Катажина Васік (54.71) Корнелія Ф'єдкевич (54.82) Julia Maik (55.57) Zuzanna Famulok (55.57)             | 3:40.67 |         |
| 14    | 2      | 8       | Словенія (SLO)        | Нежа Кланчар (54.29) Яня Шегель (55.22) Катя Файн (55.43) Tjaša Pintar (56.35)                           | 3:41.29 |         |
| 15    | 1      | 7       | Гонконг (HKG)         | Natalie Kan (56.91) Tam Hoi Lam (55.01) Камілла Чен (55.12) Стефані Ау (55.38)                           | 3:42.42 |         |
| 16    | 1      | 8       | Ірландія (IRL)        | Деніелл Гілл (55.61) Grace Davison (55.44) Erin Riordan (55.95) Victoria Catterson (55.67)               | 3:42.67 |         |

### Фінал
| Місце | Доріжка | Команда               | Склад                                                                                             | Час     | Нотатки |
| ----- | ------- | --------------------- | ------------------------------------------------------------------------------------------------- | ------- | ------- |
| 1     | 4       | Австралія (AUS)       | Моллі О'Каллаган (52.24) Шейна Джек (52.35) Емма Маккеон (52.39) Меґ Гарріс (51.94)               | 3:28.92 | OR      |
| 2     | 5       | США (USA)             | Кейт Дуглас (52.98) Ґретхен Волш (52.55) Торрі Гаск (52.06) Сімоне Мануель (52.61)                | 3:30.20 | AM      |
| 3     | 3       | Китай (CHN)           | Ян Цзюньсюань (52.98) Чен Юйцзє (52.76) Чжан Юйфей (52.75) У Цінфен (52.31)                       | 3:30.30 | AS      |
| 4     | 7       | Канада (CAN)          | Меґґі Мак-Ніл (53.31) Тейлор Рак (53.20) Саммер Макінтош (53.22) Пенні Олексяк (53.26)            | 3:32.99 |         |
| 5     | 6       | Швеція (SWE)          | Сара Шестрем (52.53) Мішель Колеман (52.98) Сара Юневік (54.41) Луїс Ганссон (53.87)              | 3:33.79 |         |
| 6     | 2       | Франція (FRA)         | Беріль Гастальделло (53.83) Шарлотт Бонне (54.14) Марі-Амбр Молу (53.37) Марі Ваттель (53.65)     | 3:34.99 |         |
| 7     | 1       | Велика Британія (GBR) | Анна Гопкін (53.31) Eva Okaro (53.75) Люсі Гоуп (54.95) Фрея Андерсон (53.24)                     | 3:35.25 |         |
| 8     | 8       | Італія (ITA)          | Sofia Morini (54.16) Chiara Tarantino (54.27) Sara Curtis (54.24) Emma Virginia Menicucci (53.84) | 3:36.51 |         |